# Carniola (roca)

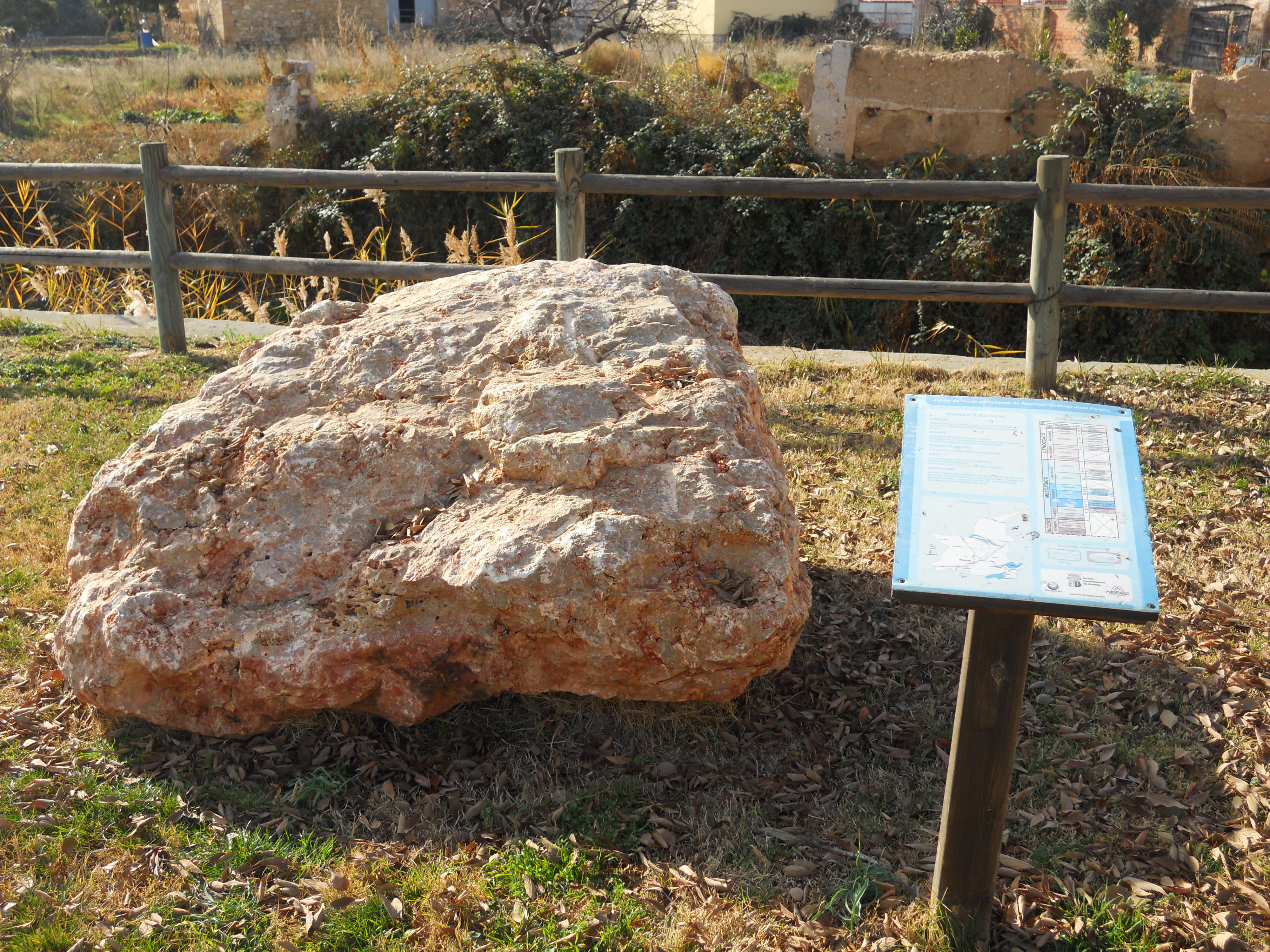
Carniola juràssica d'Alcorisa, Baix Aragó

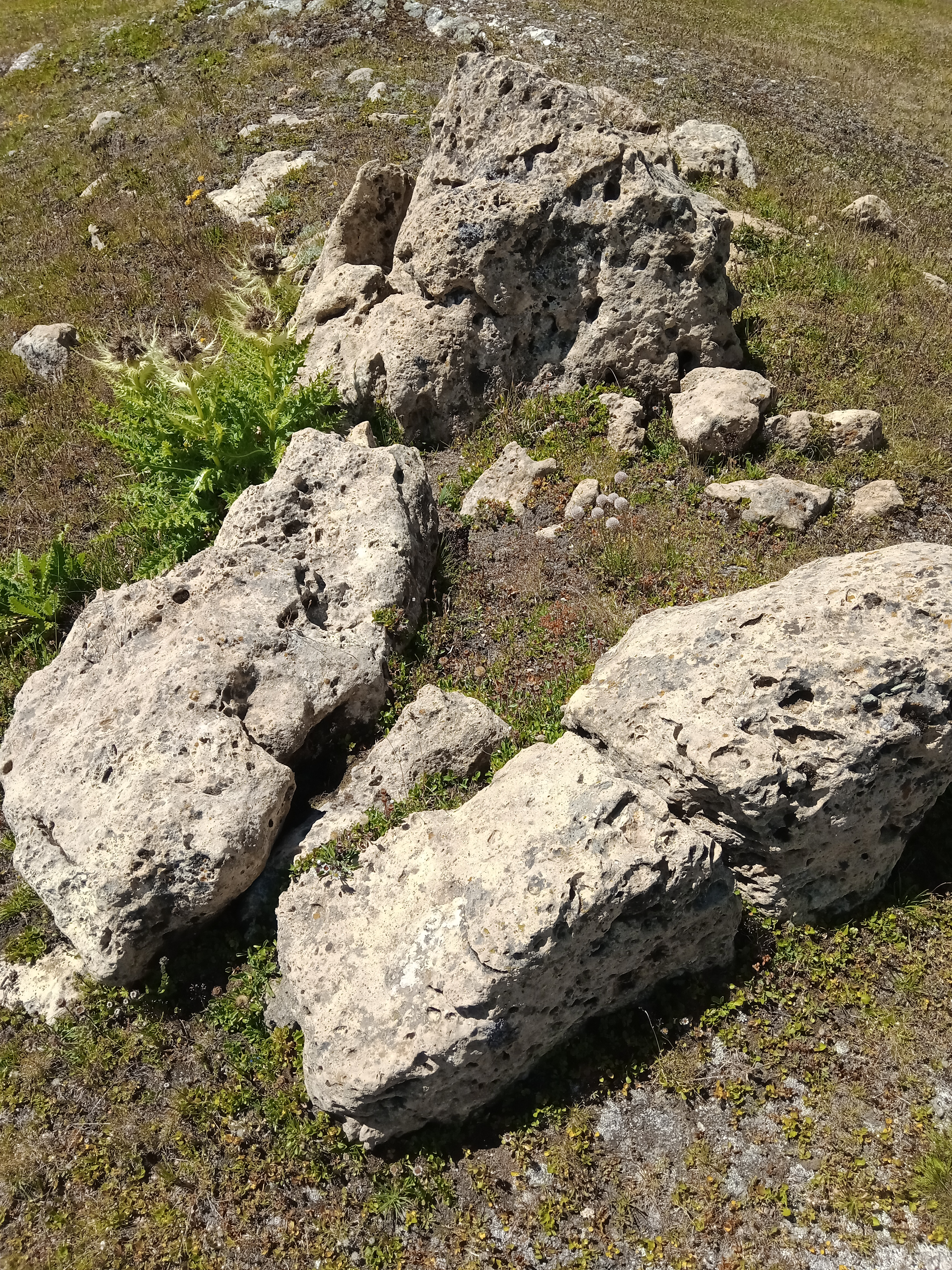
Carniola al coll de Mya, Bourg-Saint-Maurice, Savoia, França

Les carnioles, anomenades generalment dolomies cavernoses (en anglès: vacuolar dolomites o cellular dolomites), són roques carbonàtiques: dolomies o calcàries dolomítiques cel·lulars o cavernoses que presenten cavitats plenes de materials, tous o solubles, de fàcil despreniment.
La seva estructura es correspon amb una bretxa anhidrítica, cimentada per diferents carbonats. Els elements estructurals d'aquesta bretxa anhidrítica són dissolts però es mantenen els motlles, que són reemplaçats per ciments dolomític o silícic. Són de colors groguencs, marrons o ataronjats.
Observant-ne l'estructura, la carniola manté una semblança amb alguns tipus de travertins, tot i que la forma dels forats i angulositat la fan ben diferent a l'hora de distingir-la.

## Composició
La seva composició sol ser d'un 70% de calcita, un 20% de dolomita i a més a més dels carbonats també inclouen els hidròxids de ferro o de guix que els confereixen les tonalitats ferroses característiques.

## Formació
La seva gènesi es coneix com a carniolització. Les carnioles es diferencien del per la seva gènesi i angulositat. Els processos de carniolització solen trobar-se associats a climes àrids i càlids, als marges de llacunes o masses d'aigua salobre estancada o de circulació restringida. Sovint s'origina amb la precipitació de la calcita (carbonat càlcic) i la dolomita (carbonat càlcic amb contingut de magnesi) sobre els guixos o les anhidrites. Un cop exposades, les sals d'aquestes roques pateixen també condicions àrides o càlides i es desfan dissolent-se deixant en la roca forats de diferent grandària i angulositat.